# 吉田経長
吉田 経長（よしだ つねなが）は、鎌倉時代中期から後期にかけての公卿。藤原北家勧修寺流吉田家、中納言・吉田為経の三男。官位は正二位・権大納言。日記『吉続記』が伝わる。

## 経歴
寛元2年（1244年）従五位下に叙爵。建長3年（1251年）従五位上・和泉守に叙任され、建長7年（1255年）正五位下に叙せられる。
正嘉3年（1259年）兵部権少輔に任ぜられる。同年亀山天皇が即位するとその側近として昇進。弘長元年（1261年）中宮権大進、弘長3年（1263年）美濃守を務め、文永3年12月（1267年1月）五位蔵人に補任される。文永4年（1267年）4月5日、邸宅が焼亡。7月10日には山門奉行の経長は譴責され、屏居を命じられるが、詳細は不明とされる。文永5年12月（1269年1月）春宮権大進に任ぜられ、世仁親王（後の後宇多天皇）に仕え、文永6年（1269年）には春宮大進に昇任。文永7年（1270年）に左少弁に任ぜられ、文永8年（1271年）従四位下・権右中弁となる。
文永9年（1272年）従四位上、続いて正四位下に叙せられる。文永10年（1273年）には右中弁・右宮城使を務め、後宇多天皇の即位後の文永11年（1274年）に右大弁、建治元年（1275年）には蔵人頭に補任され、左大弁に転じた。造東大寺長官を経て、建治3年（1277年）参議に任ぜられ公卿に列す。建治4年（1278年）には従三位・近江権守に叙任。弘安4年（1281年）正三位に叙せられた。
弘安6年（1283年）権中納言に進み、弘安8年（1285年）に従二位に昇叙。弘安9年12月（1287年1月）兵部卿を兼ね、正応元年（1288年）正二位・中納言に叙任されるが、持明院統の伏見天皇が即位しており、大覚寺統の亀山上皇に忠節を尽くす意味で同年辞退した。しかし、朝政からは退いておらず、盛んに活動している。
正安3年（1301年）亀山上皇の孫である後二条天皇の即位に伴って中納言に還任。しかし、正安4年（1302年）11月18日、亀山法皇に無礼があったとして蟄居を命ぜられている。12月5日に出仕が聴され、乾元2年（1303年）権大納言に至るが、同年辞退、出家。法名は證覚。延慶2年（1309年）薨去。享年71。

## 官歴
※以下、『公卿補任』の記載に従う。
- 寛元2年（1244年）正月23日：従五位下に叙す。
- 建長3年（1251年）
  - 正月5日：従五位上に叙す。
  - 正月22日：和泉守に任ず。
- 建長7年（1255年）正月5日：正五位下に叙す。
- 建長8年（1256年）/康元元年
  - 6月9日：服解す。
  - 7月14日：復任す（父）。
  - 12月13日：得替す。
- 正嘉3年（1259年）/正元元年
  - 3月29日：兵部権少輔に任ず。
  - 12月13日（1260年1月26日）：権少輔を辞す。
- 弘長元年（1261年）9月26日：中宮権大進に任ず。
- 弘長3年（1263年）
  - 8月13日：美濃守に任ず（中宮御給）。
  - 12月21日（1264年1月21日）：得替す。
- 文永3年12月15日（1267年1月11日）：五位蔵人に補す。
- 文永4年（1267年）
  - 4月5日：邸宅焼亡す。
  - 7月10日：譴責、屏居を命ぜらる。当時、山門奉行の職に在り。
- 文永5年（1268年）
  - 12月6日（1269年1月9日）：権大進を止む。
  - 12月16日（1269年1月19日）：春宮権大進に任ず。
- 文永6年（1269年）3月27日：春宮大進に転ず。
- 文永7年（1270年）
  - 正月21日：左少弁に任ず。蔵人如元。
  - 2月1日：蔵人を去る。
- 文永8年（1271年）
  - 2月1日：従四位下に叙す。
  - 2月17日：大進如元。
  - 7月2日：大進を辞す。
  - 11月29日（1272年1月1日）：権右中弁に転ず。
- 文永9年（1272年）
  - 正月5日：従四位上に叙す。
  - 12月20日（1273年1月10日）：正四位下に叙す。
- 文永10年（1273年）
  - 4月12日：右中弁に転ず。
  - 7月1日：右宮城使に任ず。
- 文永11年（1274年）
  - 4月5日：左中弁に転ず。
  - 6月：服解す（母）。
  - 7月29日：復任す。
  - 9月10日：右大弁に転ず。
- 建治元年（1275年）
  - 10月8日：蔵人頭に補す。
  - 12月26日（1276年1月13日）：左大弁に転ず。
- 建治2年（1276年）正月23日：造東大寺長官を兼ぬ。
- 建治3年（1277年）9月13日：参議に任ず。大弁如元。
- 建治4年（1278年）/弘安元年
  - 2月8日：近江権守を兼ぬ。
  - 7月17日：従三位に叙す。
- 弘安4年（1281年）正月5日：正三位に叙す。
- 弘安6年（1283年）3月28日：権中納言に任ず。
- 弘安8年（1285年）
  - 正月5日：従二位に叙す。
  - 7月17日：帯剣を聴す。
- 弘安9年12月16日（1287年1月1日）：兵部卿を兼ぬ。
- 弘安11年（1288年）/正応元年
  - 2月10日：卿を辞す。
  - 10月27日：中納言に転ず。
  - 11月26日：辞退。
  - 12月20日（1289年1月13日）：正二位に叙す（去大嘗會叙位御給）。
- 正応2年（1289年）8月2日：本座を聴す。
- 正安3年（1301年）
  - 5月：南院の衆徒を放氏す。
  - 10月24日：還任す。
- 正安4年（1302年）
  - 11月18日：亀山法皇に無礼があり、蟄居を命ぜらる。
  - 12月5日：出仕を聴さる[3]。
- 乾元2年（1303年）
  - 正月28日：権大納言に任ず。
  - 10月29日：辞す。
  - 11月18日：出家。
- 延慶2年（1309年）6月8日：薨去。享年71。

## 系譜
- 父：吉田為経
- 母：二条定高の娘
- 妻：葉室定嗣の娘（?-1298）
  - 長男：吉田定房（1274-1338）
  - 次男：吉田隆長（1277-1350）
  - 三男：吉田冬方（1285-?）
- 妻：冷泉経頼の娘
  - 五男：清閑寺資房（1304-1344）
- 生母不明の子女
  - 四男：吉田頼国
  - 男子：経雅
  - 男子：経耀
  - 女子：大炊御門冬氏室
  - 女子：大炊御門冬氏室
  - 女子：二条為藤室